# Razmeđa (1973.)
Razmeđa, hrvatski dugometražni film iz 1973. godine.